# Jérôme Franel
Jérôme Franel   (Travers, 29 de novembre de 1859 - Zúric, 21 de novembre de 1939) va ser un matemàtic suís.

## Vida i Obra
Va passar la seva infància i joventut al districte de Le Val-de-Travers (Cantó de Neuchâtel) amb els seus dotze germans, tot i que a família procedia del Cantó de Vaud. Va començar estudis universitaris a l'Escola Industrial de Lausana i els va continuar al Politècnic de Zuric. Després d'unes estances a les universitats de Berlín i París, es va graduar el 1883 a l'Acadèmia de París. Aquest mateix any, torna al seu país i començar a donar classes a la seva Escola de Lausana.
El 1886 va ser nomenat professor de matemàtiques en francès del Politècnic de Zuric, càrrec que va mantenir fins a la seva jubilació el 1929. Entre 1905 i 1909 va ser el director del Politècnic i entre 1909 i 1915 va presidir la Comissió Federal d'Exàmens.
Franel va ser més un professor que un investigador. Malgrat el seu interès per les matemàtiques, potser en tenia encara més per la literatura francesa. En el camp de les matemàtiques Franel és recordat per haver descobert l'equivalència d'una propietat de les sèries de Farey amb la Hipòtesi de Riemann. Aquest descobriment va tenir influència en Edmund Landau, qui va escriure uns articles sobre el tema.